# Olof Estenberg
Olof Estenberg,  född 21 juni 1680 i Stockholm, död där 7 november 1752, var en svensk arkivman. Han var bror till Peter Estenberg.
Estenberg ingick i krigsexpeditionen, där han 1718 befordrades till registrator, fick 1722 kunglig sekreterares titel, var 1728-40 sekreterare vid riksarkivet (det vill säga den befattning som 1835 omvandlades till riksarkivarietjänsten) och utnämndes 1739 till kansliråd.